# Johanna Rytting Kaneryd
Johanna Rytting Kaneryd (12 februari 1997) is een Zweeds voetbalspeelster. Ze speelt als middenvelder voor Chelsea LFC in de FA Women's Super League.

## Clubcarrière
Rytting Kaneryd begon haar voetbalcarrière bij Forsby FF in Köping. In het 2014 seizoen maakte ze bij Tyresö FF haar debuut in de Damallsvenskan, waarvoor ze in vijf wedstrijden hasr opwachting maakte. Door te weinig speelsters en economische redenen trok Tyresö FF in juni 2014 zich terug uit de competitie. Na haar gedwongen vertrek bij deze club voegde ze zich in juli 2014 bij Älta IF, waarvoor ze een contract voor anderhalf jaar tekende en uitkwam in de Elitettan again. Twee jaar later tekende Rytting Kaneryd een contract bij Djurgården. In een ontmoeting met het Finse Ilves FC maakte ze haar debuut voor de club. In de Damallsvenskan kwam Rytting Kaneryd in 22 wedstrijden in actie in het seizoen 2016 en eindigde ze op de zesde plaats. Na afloop van het seizoen won ze een Fotbollsgalan voor haar doorbraak bij Djurgårdens. In het seizoen 2017 eindigde Rytting Kaneryd opnieuw op de zesde plaats met de club en kwam ze in 19 wedstrijden in actie.
Voorafgaande aan het seizoen 2018 werd Rytting Kaneryd gecontracteerd door FC Rosengård, waar ze voor twee jaar tekende. Op dezelfde dag liep ze een kruisbandblessure op, waardoor ze het hele seizoen 2018 moest missen. Op 1 november 2019 werd Rytting Kaneryd met de club kampioen van de Damallsvenskan. Haar contract werd voor drie jaar verlengd. Ook kwam in actie in de UEFA Women's Champions League kwalificatie, waarin ze tegen het Georgische in beide wedstrijden van het tweeluik tot scoren kwam. Rytting Kaneryd diende haar contract niet uit en maakte in december 2020 de overstap naar BK Häcken. Ze maakte de transitie van Kopparbergs/Göteborg naar BK Häcken mee.
In augustus 2022 verliet Rytting Kaneryd haar geboorteland voor een overstap naar de Engelse topclub Chelsea LFC, waar ze een driejarig contract met de optie voor nog een jaar tekende.. Op 8 maart 2023 maakte ze haar eerste doelpunt in een ontmoeting met Brighton & Hove Albion WFC. In het seizoen 2022/23 won ze met haar club de dubbel. Op 10 december 2023 wist Rytting Kaneryd in een wedstrijd voor een record toeschouwersaantal van 59.042 tot scoren te komen in de Super League. In hetzelfde seizoen in de FA Women's FA Cup hielp ze haar ploeg met twee assists aan een 3-1 overwinning op West Ham United F.C..

## Statistieken
| Seizoen | Club           | Land     | Competitie     | Wedstrijden | Doelpunten |
| ------- | -------------- | -------- | -------------- | ----------- | ---------- |
| 2014    | Tyresö FF      | Zweden   | Damallsvenskan | 0           | 0          |
| 2014    | Älta IF        | Zweden   | Elitettan      | 5           | 1          |
| 2015    | Älta IF        | Zweden   | Elitettan      | 2           | 0          |
| 2016    | Djurgårdens IF | Zweden   | Damallsvenskan | 22          | 4          |
| 2017    | Djurgårdens IF | Zweden   | Damallsvenskan | 19          | 1          |
| 2019    | FC Rosengård   | Zweden   | Damallsvenskan | 21          | 1          |
| 2020    | FC Rosengård   | Zweden   | Damallsvenskan | 20          | 2          |
| 2021    | BK Häcken      | Zweden   | Damallsvenskan | 21          | 5          |
| 2022    | BK Häcken      | Zweden   | Damallsvenskan | 15          | 4          |
| 2022/23 | Chelsea LFC    | Engeland | Super League   | 20          | 1          |
| 2023/24 | Chelsea LFC    | Engeland | Super League   | 19          | 4          |
| 2024/25 | Chelsea LFC    | Engeland | Super League   | 13          | 4          |
| Totaal  | Totaal         | Totaal   | Totaal         | 177         | 27         |

Laatste update: 5 februari 2025

## Interlandcarrière
Rytting Kaneryd maakte haar debuut voor het Zweedse nationale team op 19 februari 2019 in een vriendschappelijke wedstrijd die met 6-1 werd gewonnen van Oostenrijk in Paola in Malta. Ze kwam in de 61ste minuut in het veld voor Fridolina Rolfö. Rytting Kaneryd werd opgenomen in de selectie van de Algarve Cup in 2022 waar Zweden de eerste plaats behaalde. Haar eerste interlanddoelpunt maakte ze op 28 juni 2022 in een vriendschappelijke wedstrijd tegen Brazilië. Ze maakte de 1-1 in het met 3-1 gewonnen duel.
Rytting Kaneryd werd op 13 juni 2023 opgenomen in de Zweedse selectie voor het WK 2023 in Australië en Nieuw-Zeeland. Ze kwam in alle zeven wedstrijd van Zweden op het toernooi in actie en werd met haar land uitgeschakeld in de halve finale tegen Spanje. In de troostfinale zegevierden Rytting Kaneryd en haar landgenoten met 2-0 tegen gastland Australië waardoor zij een bronzen medaille wisten te winnen.